# Ambrose Burnside
Ambrose Burnside (Liberty, 23 maggio 1824 – Bristol, 13 settembre 1881) è stato un generale e politico statunitense.

## Biografia
Allo scoppio della guerra civile divenne comandante con il grado di colonnello di un reggimento di volontari del Rhode Island. Partecipò alla prima battaglia campale della guerra, la prima battaglia di Bull Run (o Prima Manassas), dove i nordisti, comandati da Irvin McDowell furono sconfitti dalle truppe del generale Pierre Gustave Toutant Beauregard.
Successivamente Burnside prese parte alla cattura di importanti capisaldi sudisti lungo la costa della Carolina del Nord. Divenuto generale prese parte alla battaglia di Antietam contro gli uomini del generale Robert E. Lee, dove l'eroica resistenza dei Confederati impedì per varie ore ai suoi uomini di prendere il vitale snodo costituito dal ponte che poi prese il suo nome, il Burnside's Bridge, fin quando l'impresa riuscì all'11° Volontari di New York e al 51° Volontari della Pennsylvania.
Abramo Lincoln dopo la battaglia che aveva visto Lee in grosse difficoltà non sfruttate fino in fondo dal generale George McClellan, comandante dell'Armata del Potomac, destituì quest'ultimo, promuovendo al suo posto lo stesso Burnside. Il quale, però, fu subito sconfitto nella successiva battaglia di Fredericksburg nel dicembre del 1862, sempre contro il più capace generale Lee. Sostituito a sua richiesta nel comando dell'Armata del Potomac, affidata al generale Joseph Hooker, continuò a combattere in Ohio e Tennessee. Nel 1864 divenne comandante di corpo d'armata in Virginia.
Dopo la guerra si dedicò a diverse attività e divenne tra l'altro costruttore di armi da fuoco di sua invenzione, oltre a occuparsi di ferrovie. Fu governatore del Rhode Island e poi Senatore degli USA. Morì nel 1881 e venne sepolto nel cimitero Swan Point di Providence, Rhode Island.
Dalla sua particolare acconciatura, identica a quella dell'imperatore (suo contemporaneo) Francesco Giuseppe I d'Austria, ebbe origine il nome americano per le basette (dette appunto sideburns).